# Río Bundara
El río Bundara (anteriormente conocido como Bundara Mungee y Bundarah) es un río perenne de la cuenca hidrográfica del noreste del Murray, en la cuenca Murray-Darling. Se encuentra en las regiones de East Gippsland y Alpine, en Victoria (Australia).

## Localización y atributos
El río Bundara nace al este del monte Hotham y del monte Loch, en los Alpes australianos, en el Parque Nacional Alpino  a una altitud de 1420 m y desemboca en el río Big unos 2 kilómetros al norte de Anglers Rest. El río fluye generalmente hacia el este, atravesando el parque nacional durante la mayor parte de su recorrido. A unos 2 kilómetros al norte de Anglers Rest, la autopista Omeo cruza el río y, a unos 100 metros al norte de este cruce, llega a su confluencia con el río Big a una altitud de 650 m. El río Big se une con el río Cobungra justo al sur de este punto para formar el río Mitta Mitta. El río desciende 770 metros  a lo largo de sus 30 kilómetros  de recorrido.

### Afluentes
Los principales afluentes del río Bundara son los arroyos High Plains, Waterfall y Tea Tree. Estos nacen en las laderas meridionales del monte Jim (1818 m), el monte Bundara (1741 m) y el monte Cope (1837 m), así como en las colinas situadas al este de la cordillera principal de los Alpes australianos. 

### Salud del río
El río Bundara y sus afluentes están protegidos en su mayor parte dentro del Parque Nacional Alpino. La mayoría de los cursos de agua de la cuenca del río Mitta Mitta se encuentran en buen o excelente estado. Gran parte de la cuenca está cubierta por extensos bosques. A pesar de la deforestación y de los daños causados por el ganado en las riberas del río, el hábitat acuático es, en general, muy bueno.
El Bundara es conocido por ser un lugar excelente para pescar truchas marrones. Forma parte del Programa de Salud Fluvial de Victoria de la Autoridad de Gestión de Cuencas Hidrográficas del Noreste, cuyo objetivo es conseguir ríos sanos.
A principios de 2003, grandes extensiones de bosque alrededor del río Bundara y sus cuencas hidrográficas se vieron gravemente afectadas por los incendios forestales alpinos que asolaron el este de Victoria. Estos incendios arrasaron aproximadamente 13 000 km²  de matorral de la zona durante casi dos meses.
Los daños causados por los incendios afectaron a la salud del río durante algún tiempo después de los incendios.

## Galería

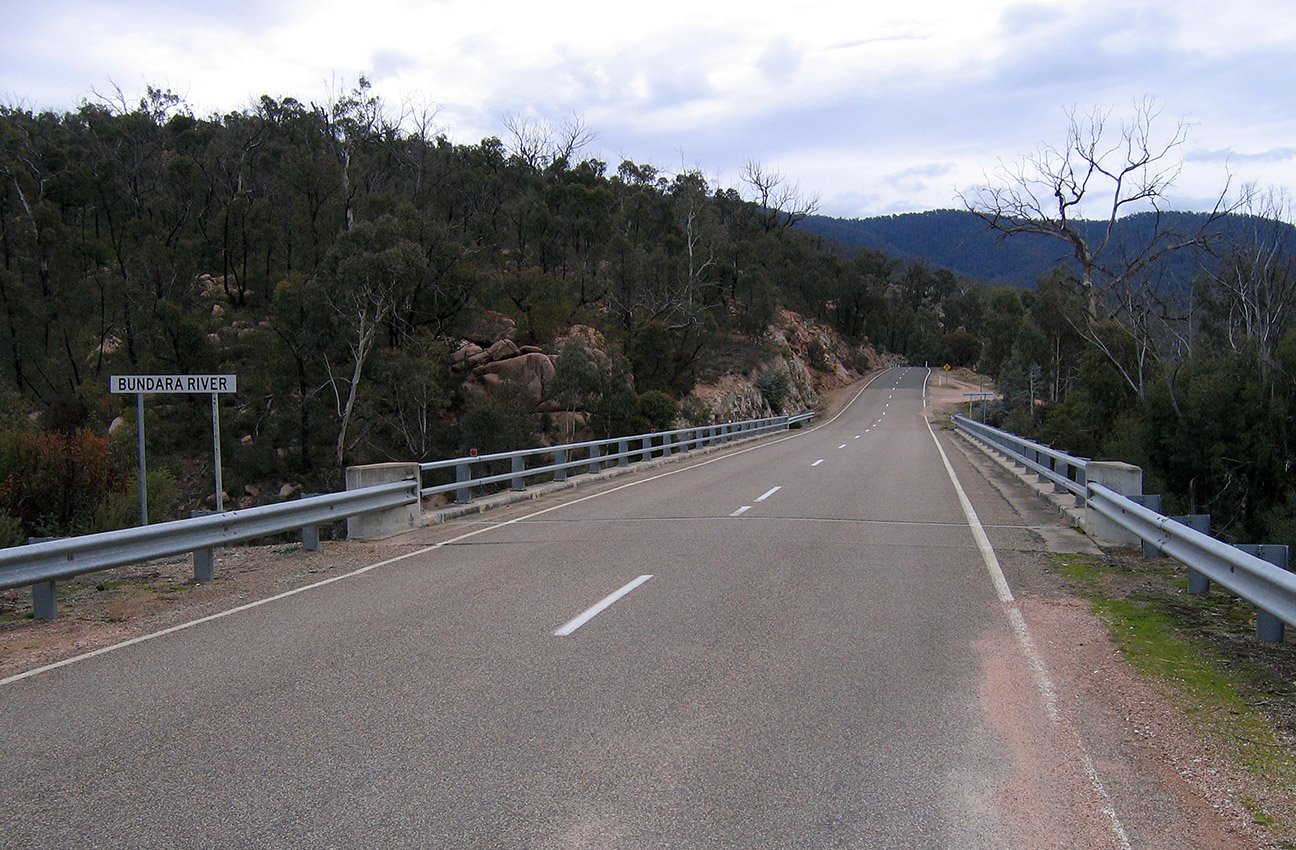
Autopista Omeo que cruza el río Bundara cerca de Anglers Rest
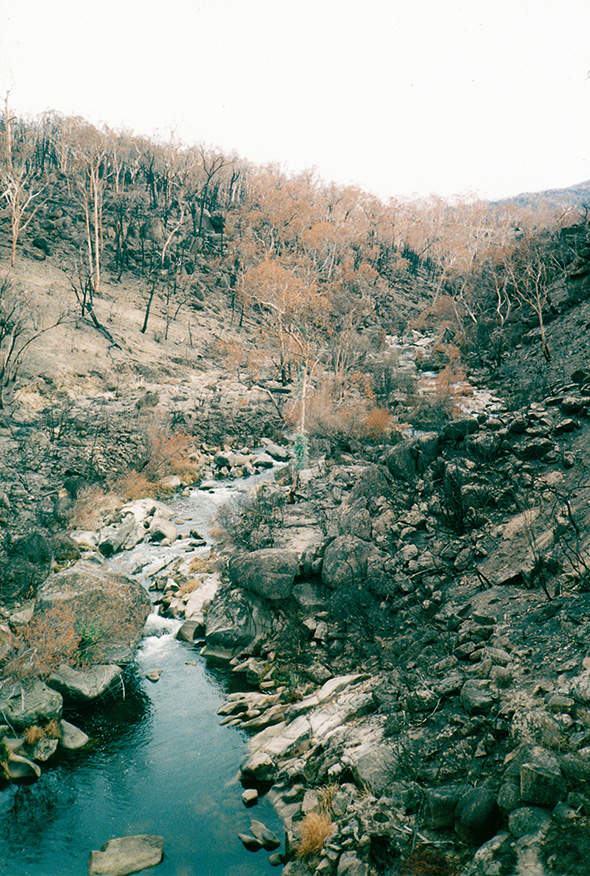
Matorrales devastados en el río Bundara, cerca de Anglers Rest, como resultado de los incendios forestales alpinos en el este de Victoria en 2003.